# イヴォ・イリチェヴィッチ
イヴォ・イリチェヴィッチ（Ivo Iličević, 1986年11月14日 - ）は、ドイツ出身のクロアチアのサッカー選手。ポジションはミッドフィールダー。

## 経歴

### クラブ
イリチェビッチはユース時代をヴィクトリア・アシャッフェンブルクで過ごし、2005年1月に、レギオナルリーガのSVダルムシュタット98に移籍した。ここでは当初はフォワード、後に攻撃的MFとしてプレイし44試合に出場し8ゴールを記録した。
2006年の夏にブンデスリーガ所属（当時）のVfLボーフムに加入。2006年8月12日の1.FSVマインツ05戦でデビューし、9月24日のアルミニア・ビーレフェルト戦で初ゴールを決めた。ボーフム移籍初年は19試合で2得点でシーズンを終えた。
2007-08シーズンは前半戦で6試合の出場にとどまり、2008年1月、ブンデスリーガ2部のSpVggグロイター・フュルトにレンタル移籍。ここでは2008-29シーズン終了まで所属し38試合で4得点を挙げた。
2009-10シーズンは同じブンデスリーガ2部所属の1.FCカイザースラウテルンにレンタル移籍。この年は30試合4得点の活躍でチームの昇格に貢献し、その活躍が認められシーズン終了後にカイザースラウテルンに完全移籍した。
2010-11シーズンは開幕からの2戦で2ゴール2アシストとすばらしい滑り出しを見せ、その後も3試合連続ゴールなど好調を維持。25試合に出場し6得点という成績でシーズンを終えた。
2011-12シーズンは、移籍期限終了日の8月31日にハンブルガーSVへ移籍。4年契約を結んだ。
2016年8月24日、FCアンジ・マハチカラに移籍した。

### 代表
2010年10月12日のノルウェー代表戦の後半から出場し代表デビュー。2011年2月9日のチェコ代表戦で代表初ゴールを決めた。
EURO 2012は最終登録メンバーに選出されていたが、負傷のため大会直前でメンバーから外れた。